# 天神社 (鴻巣市)
天神社（てんじんしゃ）は、埼玉県鴻巣市の神社。

## 歴史
宝暦年間（1751年 - 1764年）に創建された。当地の福島家に居候していた釈白心庵主が亡くなるに際し、当地には鎮守の神社がないことを憂い、天神を祀るよう遺言したとも、当地を所領としていた旗本藤堂良由が天神を篤く信仰していたことから創建したともいわれている。
1872年（明治5年）、近代社格制度に基づく「村社」に列せられ、1910年（明治43年）の神社合祀により、周辺の9社が合祀された。
かつては神輿が担がれていた。7月15日に大人神輿と子供神輿が練り歩いていた。特に子供神輿は児童の自主性に任され、氏子から配られる賽銭も上級生が中心となって各人に配布されていた。ところが1953年（昭和28年）頃、この様子を見ていた地元の教育者がこの慣習を問題視（ガキ大将の増長など）したため、神輿行事は中止されることになった。

## 交通アクセス
- 路線バス榎戸停留所より徒歩25分。